# WWE Divas Championship
WWE Divas Championship er en VM-titel for kvinder inden for wrestling i World Wrestling Entertainment. Titlen eksisterede fra 2008 til oktober 2010 under navnet WWE Divas Championship og var den ene af to VM-titler for kvinder, indtil den blev forenet med WWE Women's Championship i september 2010. Titlen blev skabt af Vickie Guerrero, der var General Manager på SmackDown-brandet i 2008, som Smackdowns modstykke til RAW-brandets VM-titel. Efter de to VM-titler blev forenet var titlen i en kort periode kendt som WWE Unified Divas Championship, men har siden oktober 2010 haft sit oprindelig navn igen. 
| Sport | Spire Denne artikel om sport er en spire som bør udbygges. Du er velkommen til at hjælpe Wikipedia ved at udvide den. |